# Список астероїдів (22301—22400)
| Назва                              | Тимчасове позначення | Дата відкриття    | Місце відкриття                | Відкривач                        |
| ---------------------------------- | -------------------- | ----------------- | ------------------------------ | -------------------------------- |
| (22301) 1990 OB1                   | 1990 OB1             | 22 липня 1990     | Паломарська обсерваторія       | Е. Гелін                         |
| (22302) 1990 OG4                   | 1990 OG4             | 24 липня 1990     | Паломарська обсерваторія       | Генрі Гольт                      |
| (22303) 1990 QE4                   | 1990 QE4             | 23 серпня 1990    | Паломарська обсерваторія       | Генрі Гольт                      |
| (22304) 1990 RU9                   | 1990 RU9             | 14 вересня 1990   | Паломарська обсерваторія       | Генрі Гольт                      |
| (22305) 1990 SD2                   | 1990 SD2             | 17 вересня 1990   | Паломарська обсерваторія       | Генрі Гольт                      |
| (22306) 1990 SF4                   | 1990 SF4             | 23 вересня 1990   | Паломарська обсерваторія       | Кеннет Лоренс                    |
| (22307) 1990 SU4                   | 1990 SU4             | 16 вересня 1990   | Обсерваторія Клеть             | Антонін Мркос                    |
| (22308) 1990 UO4                   | 1990 UO4             | 16 жовтня 1990    | Обсерваторія Ла-Сілья          | Ерік Вальтер Ельст               |
| (22309) 1990 VO4                   | 1990 VO4             | 15 листопада 1990 | Обсерваторія Ла-Сілья          | Ерік Вальтер Ельст               |
| (22310) 1990 WU1                   | 1990 WU1             | 18 листопада 1990 | Обсерваторія Ла-Сілья          | Ерік Вальтер Ельст               |
| (22311) 1991 EF2                   | 1991 EF2             | 10 березня 1991   | Обсерваторія Ла-Сілья          | Анрі Дебеонь                     |
| 22312 Келлі (Kelly)                | 1991 GW1             | 14 квітня 1991    | Паломарська обсерваторія       | Керолін Шумейкер, Девід Леві     |
| (22313) 1991 GP3                   | 1991 GP3             | 8 квітня 1991     | Обсерваторія Ла-Сілья          | Ерік Вальтер Ельст               |
| (22314) 1991 GV3                   | 1991 GV3             | 8 квітня 1991     | Обсерваторія Ла-Сілья          | Ерік Вальтер Ельст               |
| (22315) 1991 GA4                   | 1991 GA4             | 8 квітня 1991     | Обсерваторія Ла-Сілья          | Ерік Вальтер Ельст               |
| (22316) 1991 LO1                   | 1991 LO1             | 6 червня 1991     | Обсерваторія Ла-Сілья          | Ерік Вальтер Ельст               |
| (22317) 1991 LL2                   | 1991 LL2             | 6 червня 1991     | Обсерваторія Ла-Сілья          | Ерік Вальтер Ельст               |
| (22318) 1991 PG1                   | 1991 PG1             | 15 серпня 1991    | Паломарська обсерваторія       | Е. Гелін                         |
| (22319) 1991 PX6                   | 1991 PX6             | 6 серпня 1991     | Обсерваторія Ла-Сілья          | Ерік Вальтер Ельст               |
| (22320) 1991 PH18                  | 1991 PH18            | 8 серпня 1991     | Паломарська обсерваторія       | Генрі Гольт                      |
| (22321) 1991 RP                    | 1991 RP              | 4 вересня 1991    | Паломарська обсерваторія       | Е. Гелін                         |
| 22322 Бодензеє (Bodensee)          | 1991 RQ4             | 13 вересня 1991   | Обсерваторія Карла Шварцшильда | Ф. Бернґен, Лутц Шмадель         |
| (22323) 1991 RC6                   | 1991 RC6             | 13 вересня 1991   | Паломарська обсерваторія       | Генрі Гольт                      |
| (22324) 1991 RQ9                   | 1991 RQ9             | 10 вересня 1991   | Паломарська обсерваторія       | Генрі Гольт                      |
| (22325) 1991 RE19                  | 1991 RE19            | 14 вересня 1991   | Паломарська обсерваторія       | Генрі Гольт                      |
| (22326) 1991 SZ                    | 1991 SZ              | 30 вересня 1991   | Обсерваторія Сайдинг-Спрінг    | Роберт Макнот                    |
| (22327) 1991 TS                    | 1991 TS              | 1 жовтня 1991     | Обсерваторія Сайдинг-Спрінг    | Роберт Макнот                    |
| (22328) 1991 VJ1                   | 1991 VJ1             | 4 листопада 1991  | Обсерваторія Кійосато          | Сатору Отомо                     |
| (22329) 1991 VT5                   | 1991 VT5             | 2 листопада 1991  | Обсерваторія Ла-Сілья          | Ерік Вальтер Ельст               |
| (22330) 1991 VU5                   | 1991 VU5             | 2 листопада 1991  | Обсерваторія Ла-Сілья          | Ерік Вальтер Ельст               |
| (22331) 1992 AC1                   | 1992 AC1             | 10 січня 1992     | Обсерваторія Дінік             | Ацуші Суґіе                      |
| (22332) 1992 DD8                   | 1992 DD8             | 29 лютого 1992    | Обсерваторія Ла-Сілья          | UESAC                            |
| (22333) 1992 DG10                  | 1992 DG10            | 29 лютого 1992    | Обсерваторія Ла-Сілья          | UESAC                            |
| (22334) 1992 ES6                   | 1992 ES6             | 1 березня 1992    | Обсерваторія Ла-Сілья          | UESAC                            |
| (22335) 1992 ED18                  | 1992 ED18            | 3 березня 1992    | Обсерваторія Ла-Сілья          | UESAC                            |
| (22336) 1992 EA19                  | 1992 EA19            | 1 березня 1992    | Обсерваторія Ла-Сілья          | UESAC                            |
| (22337) 1992 EV32                  | 1992 EV32            | 2 березня 1992    | Обсерваторія Ла-Сілья          | UESAC                            |
| 22338 Джейнмоджо (Janemojo)        | 1992 LE              | 3 червня 1992     | Паломарська обсерваторія       | Керолін Шумейкер, Девід Леві     |
| (22339) 1992 OL3                   | 1992 OL3             | 26 липня 1992     | Обсерваторія Ла-Сілья          | Ерік Вальтер Ельст               |
| (22340) 1992 OM6                   | 1992 OM6             | 30 липня 1992     | Обсерваторія Ла-Сілья          | Ерік Вальтер Ельст               |
| 22341 Francispoulenc               | 1992 PF              | 8 серпня 1992     | Коссоль                        | Ерік Вальтер Ельст               |
| (22342) 1992 RW2                   | 1992 RW2             | 2 вересня 1992    | Обсерваторія Ла-Сілья          | Ерік Вальтер Ельст               |
| (22343) 1992 RM5                   | 1992 RM5             | 2 вересня 1992    | Обсерваторія Ла-Сілья          | Ерік Вальтер Ельст               |
| (22344) 1992 RJ7                   | 1992 RJ7             | 2 вересня 1992    | Обсерваторія Ла-Сілья          | Ерік Вальтер Ельст               |
| (22345) 1992 SP2                   | 1992 SP2             | 23 вересня 1992   | Паломарська обсерваторія       | Е. Гелін                         |
| (22346) 1992 SY12                  | 1992 SY12            | 28 вересня 1992   | Обсерваторія Кітамі            | Масаюкі Янаї, Кадзуро Ватанабе   |
| (22347) 1992 SE13                  | 1992 SE13            | 30 вересня 1992   | Обсерваторія Кітамі            | Кін Ендате, Кадзуро Ватанабе     |
| 22348 Шмайдлер (Schmeidler)        | 1992 SA17            | 24 вересня 1992   | Обсерваторія Карла Шварцшильда | Лутц Шмадель, Ф. Бернґен         |
| (22349) 1992 UH                    | 1992 UH              | 19 жовтня 1992    | Обсерваторія Кушіро            | Сейджі Уеда, Хіроші Канеда       |
| (22350) 1992 US                    | 1992 US              | 21 жовтня 1992    | Обсерваторія Дінік             | Ацуші Суґіе                      |
| (22351) 1992 UT2                   | 1992 UT2             | 19 жовтня 1992    | Обсерваторія Кітамі            | Кін Ендате, Кадзуро Ватанабе     |
| (22352) 1992 UP3                   | 1992 UP3             | 26 жовтня 1992    | Обсерваторія Кітамі            | Кін Ендате, Кадзуро Ватанабе     |
| (22353) 1992 UA6                   | 1992 UA6             | 28 жовтня 1992    | Обсерваторія Кушіро            | Сейджі Уеда, Хіроші Канеда       |
| 22354 Спосетті (Sposetti)          | 1992 UR8             | 31 жовтня 1992    | Обсерваторія Карла Шварцшильда | Ф. Бернґен                       |
| (22355) 1992 WD1                   | 1992 WD1             | 16 листопада 1992 | Обсерваторія Кітамі            | Кін Ендате, Кадзуро Ватанабе     |
| (22356) 1992 WS6                   | 1992 WS6             | 19 листопада 1992 | Обсерваторія Кітт-Пік          | Spacewatch                       |
| (22357) 1992 YJ                    | 1992 YJ              | 22 грудня 1992    | Станція JCPM Якіїмо            | Акіра Наторі, Такеші Урата       |
| (22358) 1993 FK11                  | 1993 FK11            | 17 березня 1993   | Обсерваторія Ла-Сілья          | UESAC                            |
| (22359) 1993 FR11                  | 1993 FR11            | 17 березня 1993   | Обсерваторія Ла-Сілья          | UESAC                            |
| (22360) 1993 FT11                  | 1993 FT11            | 17 березня 1993   | Обсерваторія Ла-Сілья          | UESAC                            |
| (22361) 1993 FN14                  | 1993 FN14            | 17 березня 1993   | Обсерваторія Ла-Сілья          | UESAC                            |
| (22362) 1993 FY19                  | 1993 FY19            | 17 березня 1993   | Обсерваторія Ла-Сілья          | UESAC                            |
| (22363) 1993 FX21                  | 1993 FX21            | 21 березня 1993   | Обсерваторія Ла-Сілья          | UESAC                            |
| (22364) 1993 FJ33                  | 1993 FJ33            | 19 березня 1993   | Обсерваторія Ла-Сілья          | UESAC                            |
| (22365) 1993 FQ43                  | 1993 FQ43            | 19 березня 1993   | Обсерваторія Ла-Сілья          | UESAC                            |
| (22366) 1993 MT                    | 1993 MT              | 21 червня 1993    | Обсерваторія Кітт-Пік          | Spacewatch                       |
| (22367) 1993 MZ                    | 1993 MZ              | 18 червня 1993    | Обсерваторія Сайдинг-Спрінг    | Роберт Макнот                    |
| (22368) 1993 PV3                   | 1993 PV3             | 14 серпня 1993    | Коссоль                        | Ерік Вальтер Ельст               |
| 22369 Клінґер (Klinger)            | 1993 SE3             | 18 вересня 1993   | Обсерваторія Карла Шварцшильда | Ф. Бернґен, Лутц Шмадель         |
| 22370 Італокальвіно (Italocalvino) | 1993 TJ2             | 15 жовтня 1993    | Обсерваторія Бассано-Брешіано  | Обсерваторія Бассано-Брешіано    |
| (22371) 1993 TA16                  | 1993 TA16            | 9 жовтня 1993     | Обсерваторія Ла-Сілья          | Ерік Вальтер Ельст               |
| (22372) 1993 TD28                  | 1993 TD28            | 9 жовтня 1993     | Обсерваторія Ла-Сілья          | Ерік Вальтер Ельст               |
| (22373) 1993 TJ31                  | 1993 TJ31            | 9 жовтня 1993     | Обсерваторія Ла-Сілья          | Ерік Вальтер Ельст               |
| (22374) 1993 TX33                  | 1993 TX33            | 9 жовтня 1993     | Обсерваторія Ла-Сілья          | Ерік Вальтер Ельст               |
| (22375) 1993 TF34                  | 1993 TF34            | 9 жовтня 1993     | Обсерваторія Ла-Сілья          | Ерік Вальтер Ельст               |
| (22376) 1993 TX38                  | 1993 TX38            | 9 жовтня 1993     | Обсерваторія Ла-Сілья          | Ерік Вальтер Ельст               |
| (22377) 1993 UW6                   | 1993 UW6             | 20 жовтня 1993    | Обсерваторія Ла-Сілья          | Ерік Вальтер Ельст               |
| (22378) 1994 AY10                  | 1994 AY10            | 8 січня 1994      | Обсерваторія Кітт-Пік          | Spacewatch                       |
| (22379) 1994 CO1                   | 1994 CO1             | 10 лютого 1994    | Фарра-д'Ізонцо                 | Фарра-д'Ізонцо                   |
| (22380) 1994 CF10                  | 1994 CF10            | 7 лютого 1994     | Обсерваторія Ла-Сілья          | Ерік Вальтер Ельст               |
| (22381) 1994 CN10                  | 1994 CN10            | 7 лютого 1994     | Обсерваторія Ла-Сілья          | Ерік Вальтер Ельст               |
| (22382) 1994 CY16                  | 1994 CY16            | 8 лютого 1994     | Обсерваторія Ла-Сілья          | Ерік Вальтер Ельст               |
| (22383) 1994 EL                    | 1994 EL              | 5 березня 1994    | Фарра-д'Ізонцо                 | Фарра-д'Ізонцо                   |
| (22384) 1994 EZ6                   | 1994 EZ6             | 9 березня 1994    | Коссоль                        | Ерік Вальтер Ельст               |
| 22385 Fujimoriboshi                | 1994 EK7             | 14 березня 1994   | Нюкаса                         | Масанорі Хірасава, Шохеї Судзукі |
| (22386) 1994 PF14                  | 1994 PF14            | 10 серпня 1994    | Обсерваторія Ла-Сілья          | Ерік Вальтер Ельст               |
| (22387) 1994 PN14                  | 1994 PN14            | 10 серпня 1994    | Обсерваторія Ла-Сілья          | Ерік Вальтер Ельст               |
| (22388) 1994 PC15                  | 1994 PC15            | 10 серпня 1994    | Обсерваторія Ла-Сілья          | Ерік Вальтер Ельст               |
| (22389) 1994 PC21                  | 1994 PC21            | 12 серпня 1994    | Обсерваторія Ла-Сілья          | Ерік Вальтер Ельст               |
| (22390) 1994 PA23                  | 1994 PA23            | 12 серпня 1994    | Обсерваторія Ла-Сілья          | Ерік Вальтер Ельст               |
| (22391) 1994 PE26                  | 1994 PE26            | 12 серпня 1994    | Обсерваторія Ла-Сілья          | Ерік Вальтер Ельст               |
| (22392) 1994 PT27                  | 1994 PT27            | 12 серпня 1994    | Обсерваторія Ла-Сілья          | Ерік Вальтер Ельст               |
| (22393) 1994 QV                    | 1994 QV              | 29 серпня 1994    | Обсерваторія Наті-Кацуура      | Йошісада Шімідзу, Такеші Урата   |
| (22394) 1994 TO                    | 1994 TO              | 2 жовтня 1994     | Обсерваторія Кітамі            | Кін Ендате, Кадзуро Ватанабе     |
| (22395) 1994 TD3                   | 1994 TD3             | 2 жовтня 1994     | Обсерваторія Кітамі            | Кін Ендате, Кадзуро Ватанабе     |
| (22396) 1994 VR                    | 1994 VR              | 3 листопада 1994  | Обсерваторія Оїдзумі           | Такао Кобаяші                    |
| (22397) 1994 VV2                   | 1994 VV2             | 4 листопада 1994  | Обсерваторія Кітамі            | Кін Ендате, Кадзуро Ватанабе     |
| (22398) 1994 WF1                   | 1994 WF1             | 27 листопада 1994 | Обсерваторія Оїдзумі           | Такао Кобаяші                    |
| (22399) 1995 CB                    | 1995 CB              | 1 лютого 1995     | Обсерваторія Оїдзумі           | Такао Кобаяші                    |
| (22400) 1995 CC                    | 1995 CC              | 1 лютого 1995     | Обсерваторія Оїдзумі           | Такао Кобаяші                    |

| ← Астероїди 20001—30000 → |             |             |             |             |             |             |             |             |             |
| 20001—20100               | 21001—21100 | 22001—22100 | 23001—23100 | 24001—24100 | 25001—25100 | 26001—26100 | 27001—27100 | 28001—28100 | 29001—29100 |
| 20101—20200               | 21101—21200 | 22101—22200 | 23101—23200 | 24101—24200 | 25101—25200 | 26101—26200 | 27101—27200 | 28101—28200 | 29101—29200 |
| 20201—20300               | 21201—21300 | 22201—22300 | 23201—23300 | 24201—24300 | 25201—25300 | 26201—26300 | 27201—27300 | 28201—28300 | 29201—29300 |
| 20301—20400               | 21301—21400 | 22301—22400 | 23301—23400 | 24301—24400 | 25301—25400 | 26301—26400 | 27301—27400 | 28301—28400 | 29301—29400 |
| 20401—20500               | 21401—21500 | 22401—22500 | 23401—23500 | 24401—24500 | 25401—25500 | 26401—26500 | 27401—27500 | 28401—28500 | 29401—29500 |
| 20501—20600               | 21501—21600 | 22501—22600 | 23501—23600 | 24501—24600 | 25501—25600 | 26501—26600 | 27501—27600 | 28501—28600 | 29501—29600 |
| 20601—20700               | 21601—21700 | 22601—22700 | 23601—23700 | 24601—24700 | 25601—25700 | 26601—26700 | 27601—27700 | 28601—28700 | 29601—29700 |
| 20701—20800               | 21701—21800 | 22701—22800 | 23701—23800 | 24701—24800 | 25701—25800 | 26701—26800 | 27701—27800 | 28701—28800 | 29701—29800 |
| 20801—20900               | 21801—21900 | 22801—22900 | 23801—23900 | 24801—24900 | 25801—25900 | 26801—26900 | 27801—27900 | 28801—28900 | 29801—29900 |
| 20901—21000               | 21901—22000 | 22901—23000 | 23901—24000 | 24901—25000 | 25901—26000 | 26901—27000 | 27901—28000 | 28901—29000 | 29901—30000 |